# میرکو انگلیش
میرکو انگلیش (آلمانی: Mirko Englich؛ زادهٔ ۲۸ اوت ۱۹۷۸) کشتی‌گیر سابق اهل آلمان است.
وی در مسابقات کشوری و بین‌المللی در مجموع برندهٔ ۳ مدال نقره شده‌است.